# Botanischer Garten Düsseldorf

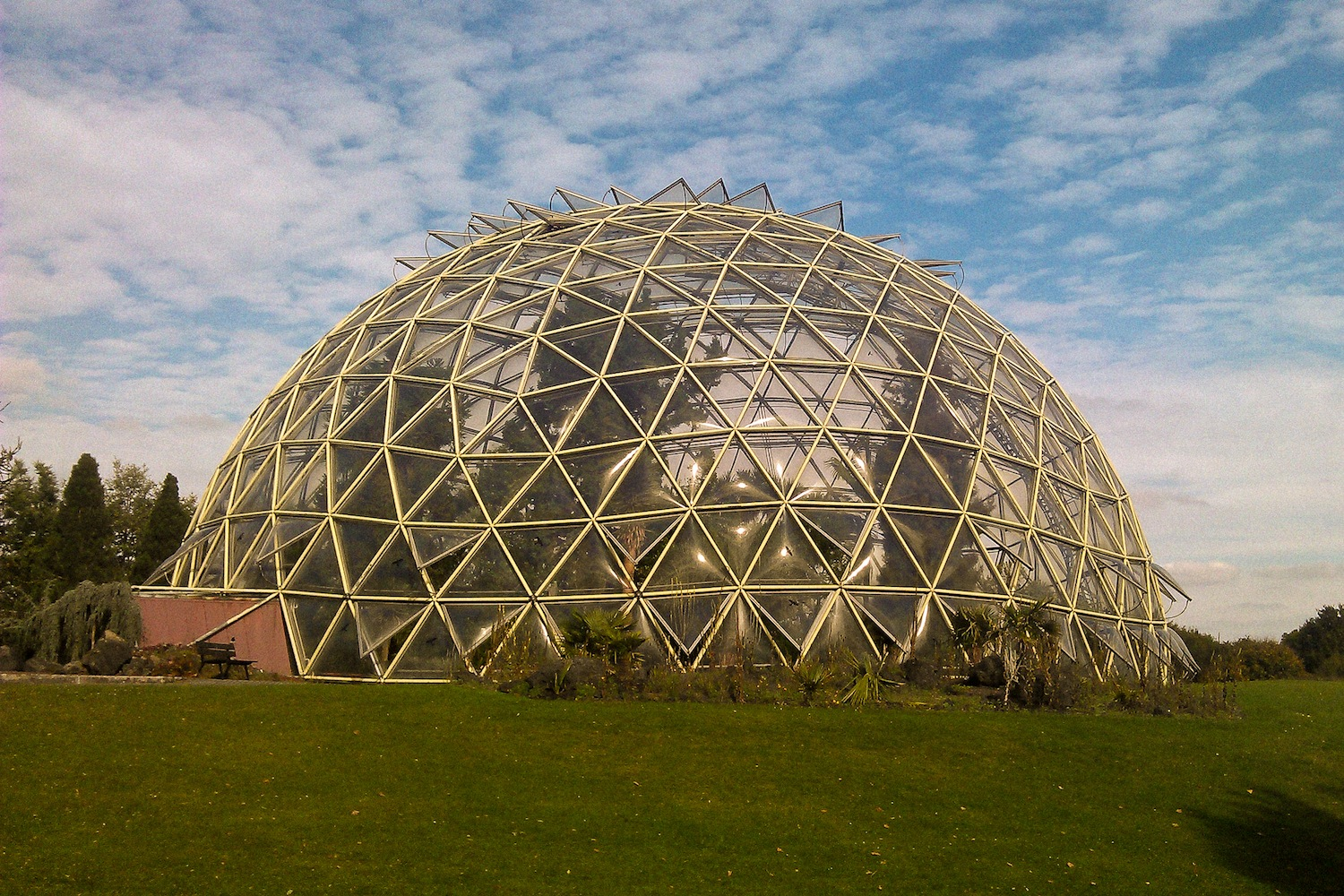
Kuppelgewächshaus

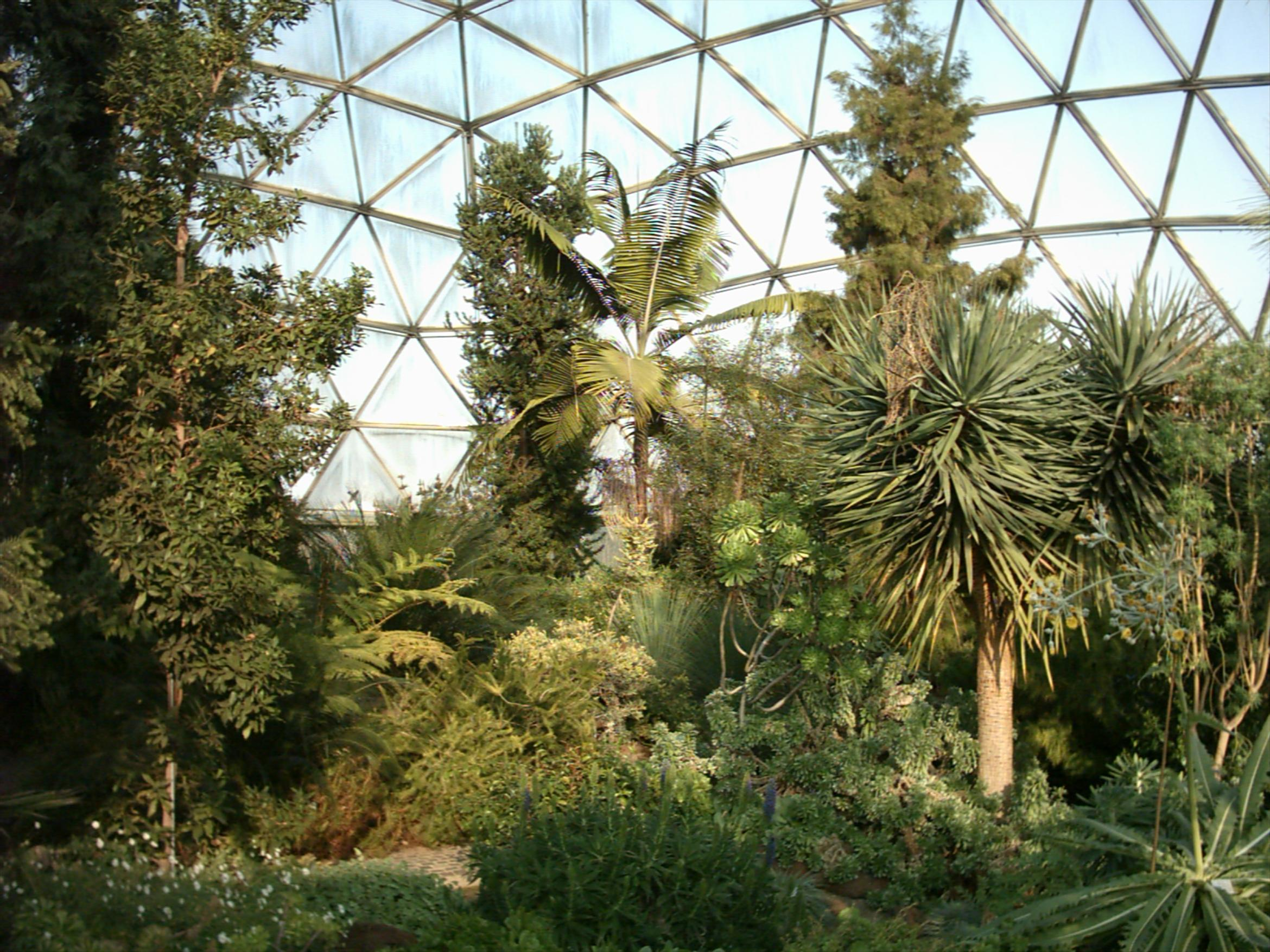
Innenansicht des Kuppelgewächshauses

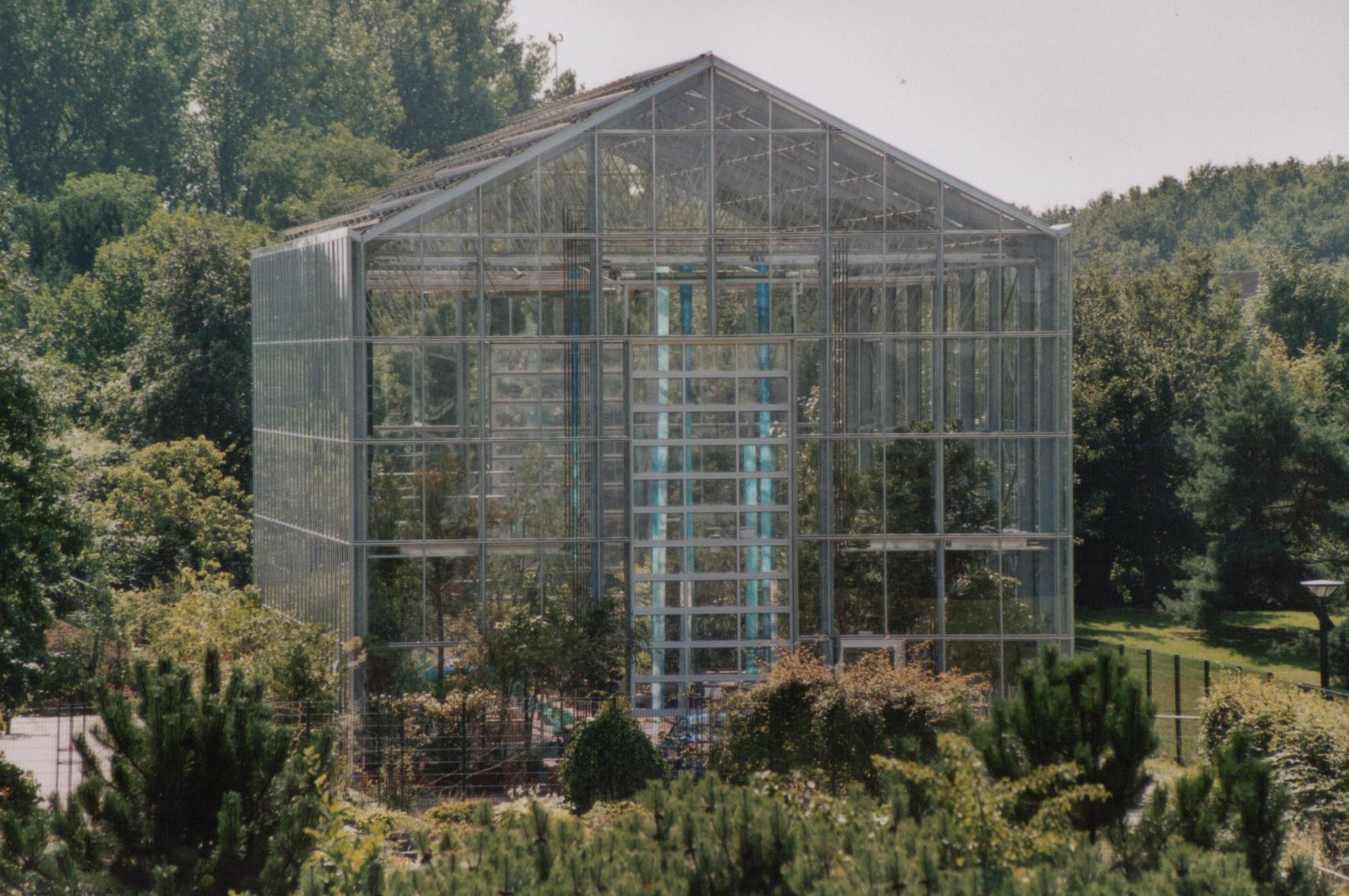
Orangerie-Gewächshaus

Der Botanische Garten Düsseldorf liegt im Süden von Düsseldorf am Himmelgeister Rheinbogen. Er gehört zur Heinrich-Heine-Universität Düsseldorf und zu dem dortigen Institut für Botanik. Gegründet wurde er 1973, gebaut von 1974 bis 1979 und beheimatet inzwischen ca. 6000 Arten. Schwerpunktmäßig werden Pflanzen der gemäßigten Klimazonen gezeigt.

## Freiland
Die Größe des Freilandes beträgt acht Hektar. Neben den geografisch unterteilten Gebieten gibt es außerdem morphologisch, systematisch und ökologisch unterteilte Anlagen.

### Geografisch unterteilte Anlagen

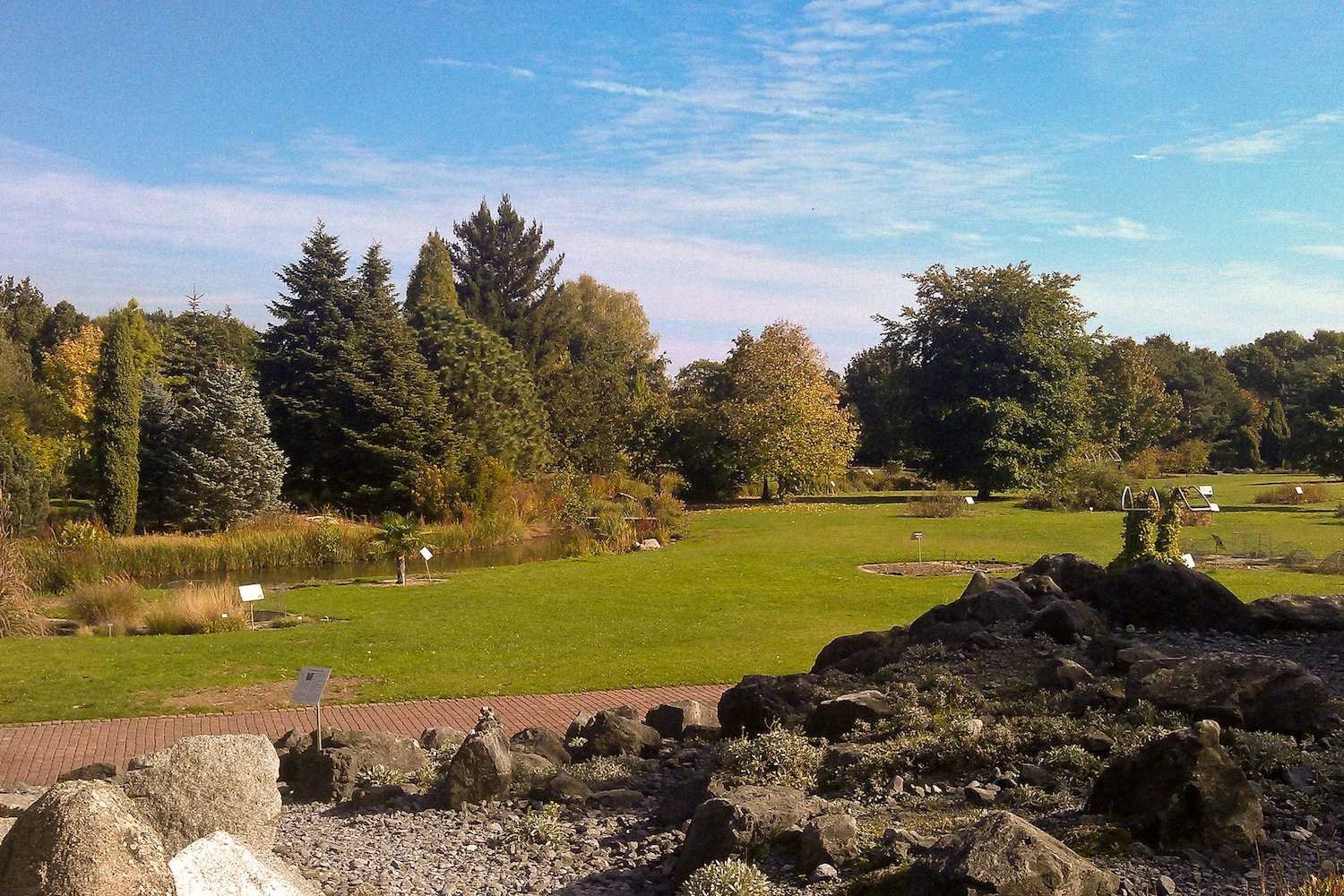
Alpinum mit Blick auf die systematische Abteilung

- Alpinum
- Mitteleuropa
- Kaukasus
- Nord-Ost-Asien
- Japan
- China
- Nordamerika
- Südamerika

### Ökologisch unterteilte Anlagen
- Heide
- Moor
- Schneeheide-Kiefern-Wald
- Obstwiese
- Wildblumenwiese

### Sonstige Anlagen

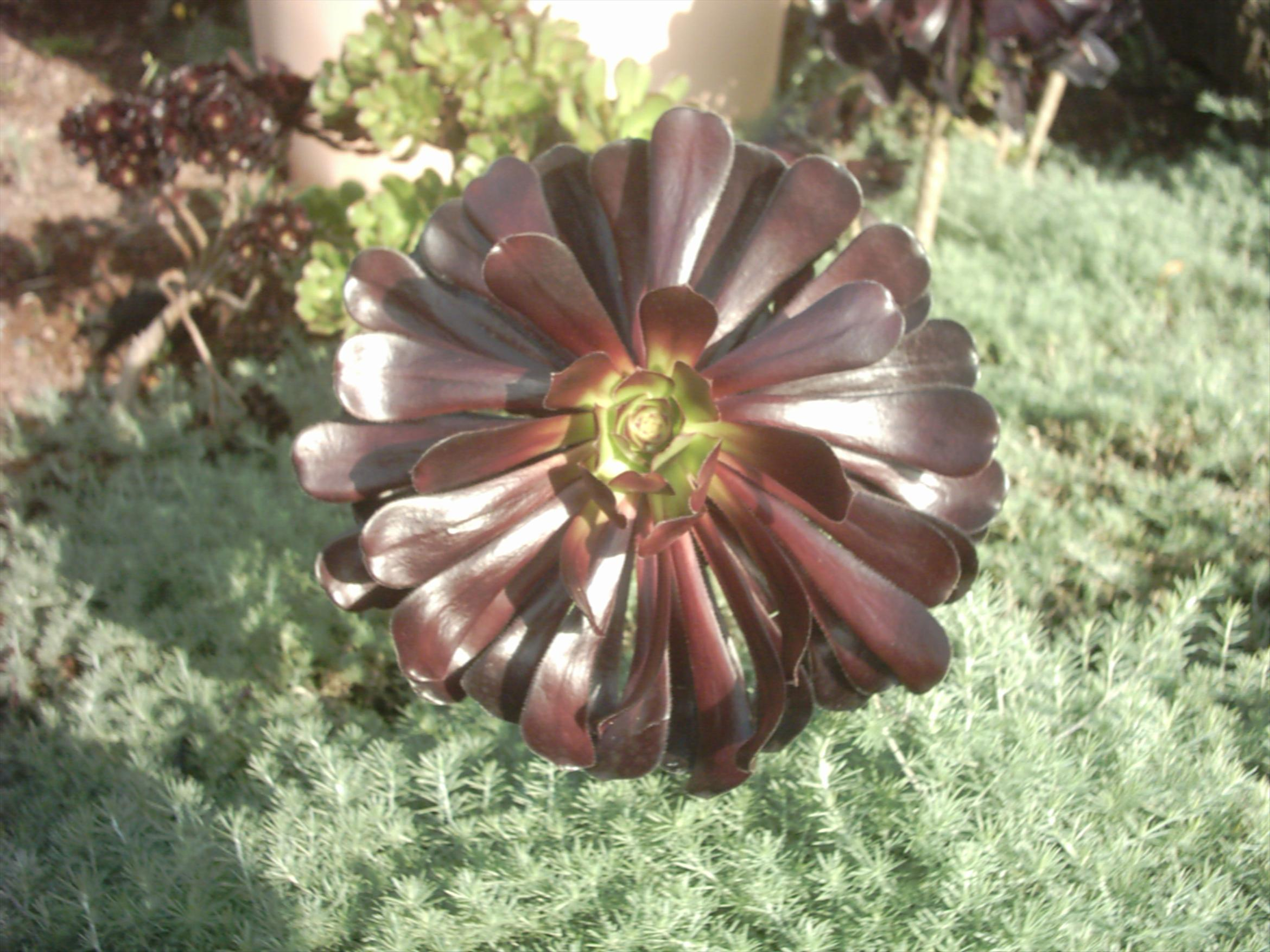
Aeonium arboreum var. atropurpureum im Steingarten/Vulkanfeld

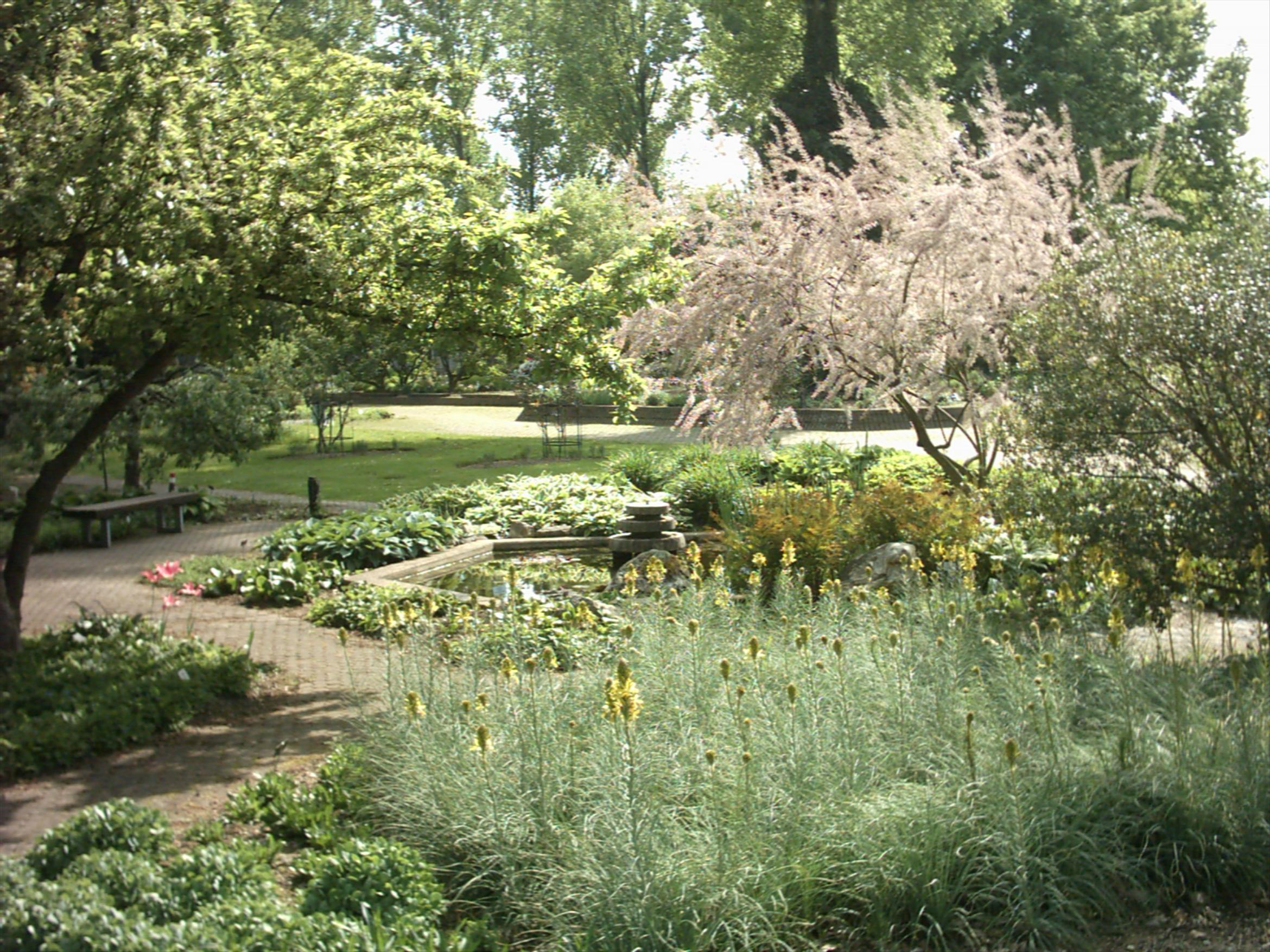
Teich in der Morphologieabteilung

- Systematische Abteilung
- Apothekergarten
- Nutzpflanzen
- Bauerngarten
- Koniferen-Inseln
- Sommerblumen
- Steingarten / Vulkanfeld
- Bestäubungsbiologie
- Morphologie
- gefährdete Pflanzen
- Kübelgarten
- Schaukasten carnivore Pflanzen

## Kuppelbau
Der zentral gelegene Kuppelbau ist ein Kaltgewächshaus mit einer Grundfläche von ca. 1000 m². Der Kuppelbau hat im Winter eine Temperatur von 12–15 °C und enthält Pflanzen aus Gebieten mit warmen, trockenen Sommern und regenreichen Wintern. Dies sind einerseits Pflanzen des Mittelmeerraums und der Kanarischen Inseln, aber andererseits auch Pflanzen aus Australien, Neuseeland, Asien, Südafrika, Chile und Kalifornien.

## Orangerie
Am 10. Oktober 2004 wurde die Orangerie eingeweiht. Sie dient vor allem der Überwinterung großer, wertvoller Kübelpflanzen aus mediterranen Klimaregionen, wie z. B. Myrtengewächse, Nadelholzgewächse der Südhemisphäre und Pyrophyten aus Australien und Süd-Afrika. Sie besitzt eine Grundfläche von 300 m² und ist 13 m hoch.

## Südafrika-Haus
Das 2008 eröffnete Südafrika-Haus befindet sich links neben der Orangerie und bemüht sich, auf nur 330 m² einen Einblick in die Vielfalt der südafrikanischen Steppenvegetation zu geben. Eine möglichst naturgetreue Nachbildung der Bodenbedingungen und einiger Landschaftsdetails soll den Eindruck einer wirklichkeitsnahen Pflanzengesellschaft vermitteln.

## Dachgewächshäuser
Die Dachgewächshäuser auf dem Gebäude der biologischen Institute gehören ebenfalls zum Botanischen Garten, sind jedoch nicht für Besucher zugänglich. Sie dienen vor allem der Anzucht von Pflanzenmaterial für die Lehrveranstaltungen der biologischen und pharmazeutischen Institute.

## Forschung und Lehre
Die Einrichtungen des Botanischen Gartens beteiligen sich an der Forschung und Lehre von biologischen und pharmazeutischen Instituten der Universität. Den Anforderungen entsprechend werden Pflanzen für die Forschung angezogen. Darüber hinaus finden im Freigelände vielfältige ökologische und soziologische Untersuchungen statt, welche zu Diplom-, Examens- oder Doktorarbeiten führen.
Des Weiteren beteiligt sich der Botanische Garten am Index Seminum und ermöglicht damit den unentgeltlichen Samentausch zwischen Botanischen Gärten, Universitätseinrichtungen und vergleichbaren öffentlichen Forschungsinstitutionen.

## Sonstiges
Neben einer großen Sammlung der kanarischen Aeonien gibt es in den nicht-öffentlichen Gewächshäusern des Botanischen Gartens eine fast vollständige Sammlung der Gattung Lithops, die 36 der 37 Arten (nach Desmond Thorne Cole) enthält.

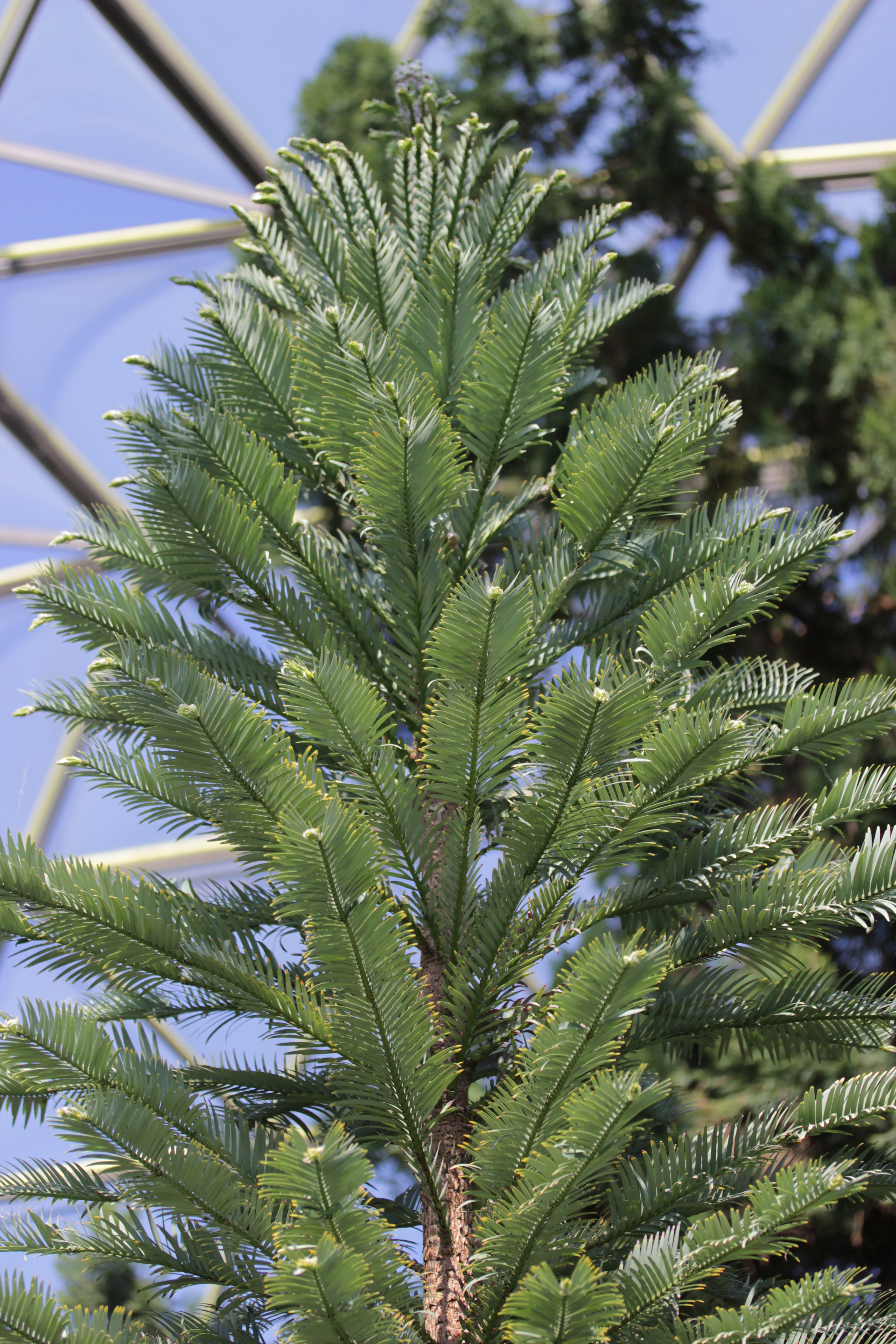
Wollemie (2018)

Der Botanische Garten erhielt 2008 zwei Exemplare der Wollemie als Geschenk zur Eröffnung seiner neuen Gewächshausanlage. Ein Exemplar wurde in einem Kübel weiterkultiviert und die zweite Pflanze im Kuppelgewächshaus ausgepflanzt. Nach einigen Jahren bildeten beide Araukariengewächse männliche Zapfen. Der Baum im Kuppelgewächshaus ist inzwischen sechs Meter hoch und setzt seit Anfang 2020 an in ihrer Krone erstmals weibliche Zapfen an. Nun wird versucht die Pflanzen geschlechtlich zu vermehren.
Eine weitere herausragende Besonderheit ist das vermutlich größte Exemplar einer Taiwanie in Mitteleuropa und der einzige Baum mit Zapfen westlich des Urals und nördlich der Alpen.

## Ausstellungen (Auswahl)
Der Botanische Garten Düsseldorf zeigt in seinem Freigelände und in der Orangerie regelmäßig Ausstellungen mit aktuellem wissenschaftlichem Bezug.
- 2019: Forscher, Sammler, Pflanzenjäger – unterwegs mit Humboldt & Co.
- 2018: Die grüne Apotheke – vom Hortus Medicus zur Pharmaforschung
- 2017: Das Leuchten der Pflanzen – Wissenschaft macht Geheimnisse sichtbar
- 2013/2014: Ein botanischer Streifzug durch die Bibel
- 2012: Jungle Food – Von der Tropenpflanze zum Konsumgut
- 2009: Darwins Garten – Evolution entdecken
- 2006: Wundersame Entdeckungen zwischen Kunst und Natur (Kelbassas Panoptikum)
- 2005: Gondwana – die Pflanzenwelt von Australien und ihr Ursprung